# Urmas Haamer
Urmas Haamer – radziecki kierowca wyścigowy.

## Biografia
W 1984 roku zadebiutował Estonią 20 w Estońskiej Formule 3. Zdobył wówczas tytuł mistrzowski, podobnie jak w Bałtyckiej Formule 3. Ponadto w tym samym roku zadebiutował w mistrzostwach ZSRR, zajmując szóste miejsce na koniec sezonu. Rok później obronił tytuł w Estońskiej i Bałtyckiej Formule 3, a w edycji sowieckiej był siódmy. W 1986 roku zmienił pojazd na Estonię 21M. Zdobył wówczas wicemistrzostwo Estonii, a w Sowieckiej Formule 3 zajął dziewiąte miejsce. Rok później ponownie był drugi w Estońskiej Formule 3, a w Sowieckiej zajął jedenaste miejsce. W 1988 roku zadebiutował w Formule Mondial, w której startował do sezonu 1989.

## Wyniki
| Legenda oznaczeń w tabelach wyników Wyświetl szablon na nowej stronie | Legenda oznaczeń w tabelach wyników Wyświetl szablon na nowej stronie                                                                     |
| Oznaczenie                                                            | Wyjaśnienie |
| --------------------------------------------------------------------- | --- |
| Złoty                                                                 | Zwycięzca lub mistrzostwo |
| Srebrny                                                               | 2. miejsce lub wicemistrzostwo |
| Brązowy                                                               | 3. miejsce lub II wicemistrzostwo |
| Zielony                                                               | Ukończył, punktował (w klasyfikacji generalnej, gdy zdobył co najmniej jeden punkt na przestrzeni sezonu, poza trzema powyższymi opcjami) |
| Niebieski                                                             | Ukończył, nie punktował (w klasyfikacji generalnej, gdy nie zdobył co najmniej jednego punktu na przestrzeni sezonu)                      |
| Czerwony                                                              | Nie zakwalifikował się (NZ) |
| Czerwony                                                              | Nie prekwalifikował się (NPK) |
| Różowy                                                                | Nie ukończył (NU) |
| Różowy                                                                | Niesklasyfikowany (NS) (w klasyfikacji generalnej, gdy nie został sklasyfikowany w żadnym wyścigu sezonu)                                 |
| Czarny                                                                | Zdyskwalifikowany (DK) |
| Czarny                                                                | Wykluczony (WYK/EX) |
| Biały                                                                 | Nie wystartował (NW) |
| Biały                                                                 | Kontuzjowany (K/INJ) |
| Biały                                                                 | Wyścig odwołany (OD/C) |
| Bez koloru                                                            | Został wycofany (WYC/WD) |
| Bez koloru                                                            | Nie przybył (NP/DNA) |
| Bez koloru                                                            | Nie brał udziału w treningach (NT/DNP) |
| Bez koloru                                                            | Nie został zgłoszony (–) |
| Pogrubienie                                                           | Start z pole position |
| Kursywa                                                               | Najszybsze okrążenie wyścigu |
| †                                                                     | Nie ukończył, ale jego rezultat został zaliczony ze względu na przejechanie więcej niż 90% dystansu wyścigu.                              |
| *                                                                     | Sezon w trakcie |
| 1/2/3                                                                 | Punktowana pozycja w sprincie kwalifikacyjnym                                                                                             |
| Lista systemów punktacji Formuły 1                                    | |

### Sowiecka Formuła 3
| Rok  | Zespół      | Samochód    | Silnik | Wyniki w poszczególnych eliminacjach | Wyniki w poszczególnych eliminacjach | Wyniki w poszczególnych eliminacjach | Wyniki w poszczególnych eliminacjach | Pkt.  | Msc. |
| ---- | ----------- | ----------- | ------ | ------------------------------------ | ------------------------------------ | ------------------------------------ | ------------------------------------ | ----- | ---- |
| 1984 |             |             |        |                                      |                                      |                                      |                                      | ?     | 6    |
| 1984 | Jõud Harju  | Estonia 20  | Łada   | 9                                    | 7                                    | 4                                    |                                      | ?     | 6    |
| 1985 |             |             |        |                                      |                                      |                                      |                                      | 128   | 7    |
| 1985 | Jõud Harju  | Estonia 20  | Łada   | 6                                    | 4                                    | NU                                   |                                      | 128   | 7    |
| 1986 |             |             |        |                                      |                                      |                                      |                                      | 71    | 9    |
| 1986 | Jõud Harju  | Estonia 21M | Łada   | 5                                    | NU                                   |                                      |                                      | 71    | 9    |
| 1987 |             |             |        |                                      |                                      |                                      |                                      | 146,5 | 11   |
| 1987 | Kalev Harju | Estonia 21M | Łada   | 13                                   | NU                                   | NU                                   | 5                                    | 146,5 | 11   |

### Sowiecka Formuła Mondial
| Rok  | Zespół       | Samochód    | Silnik | Wyniki w poszczególnych eliminacjach | Wyniki w poszczególnych eliminacjach | Wyniki w poszczególnych eliminacjach | Pkt. | Msc. |
| ---- | ------------ | ----------- | ------ | ------------------------------------ | ------------------------------------ | ------------------------------------ | ---- | ---- |
| 1988 |              |             |        |                                      |                                      |                                      | 40   | 17   |
| 1988 | DOSAAF Harju | Estonia 21M | Łada   | 5                                    | NU                                   | NU                                   | 40   | 17   |
| 1989 |              |             |        |                                      |                                      |                                      | 75   | 7    |
| 1989 | DOSAAF Harju | Estonia 21M | Łada   | 7                                    | 8                                    | 9                                    | 75   | 7    |